# Дембеле, Сираба
Сираба Дембеле (фр. Siraba Dembélé, родилась 28 июня 1986 года в Дрё) — французская гандболистка малийского происхождения, левая крайняя.

## Карьера

### Клубная
Сираба выросла в местечке Сен-Любин-де-Жоншере, в гандбол пришла в 1996 году по предложению своей старшей сестры Камион и тренера Алена Марше. Начинала карьеру в молодёжной команде города Шартр, первой профессиональной командой стала «Валле д'Авр» из 3-го дивизиона Франции. Далее Сираба провела один сезон за клуб «Дрё» из одноимённого родного города. В 2004 году перешла в команду «Мериньяк», который выступал в высшем дивизионе Франции. В 2008 году с командой Сираба вышла в финал Кубка вызова. Следующим клубом стал «Исси-ле-Мулино», который Сираба покинула по окончании сезона 2008/2009, затем перешла в «Тулон», с которым стала чемпионкой Франции и дважды обладательницей национального кубка.
В 2012 году Дембеле перешла в датский клуб «Рандерс», который тогда тренировал Ян Лесли, и стала бронзовым призёром чемпионата Дании. По окончании сезона ушла в македонский «Вардар». 17 февраля 2014 года Сираба и ещё две её соотечественницы, Алисон Пино и Амандин Лейно, продлили контракт с клубом до 2016 года. 15 февраля 2016 года Сираба Дембеле подписала контракт с российской командой «Ростов-Дон». В 2018 году вернулась во французский «Тулон». В 2020 году перешла в румынский «Бухарест».
Завершила карьеру после сезона 2022/23.

### В сборной
Сираба сыграла 175 игр за сборную, забив 568 голов. В составе сборной она стала серебряным призёром Олимпиады 2016 года, дважды серебряным призёром чемпионатов мира 2009 и 2011 годов, а также бронзовым призёром чемпионатов Европы 2006 и 2016 годов. Первую игру она провела 26 мая 2006 года против команды Турции. С 2013 года Сираба является бессменным капитаном сборной Франции. 

## Личная жизнь
Любимая музыка Сираба — африканская с малийскими мотивами, любимая певица — Ами Койта. Перед началом каждого матча Сираба обязательно гоняет гандбольный мяч по площадке как футболист.

## Достижения

### Клубные
- Чемпионка Франции: 2010
- Кубок Франции: 2011, 2012
- Финалистка Кубка вызова: 2008

### В сборной
- Чемпионка мира: 2017
- Серебряный призёр Олимпийских игр: 2016
- Серебряный призёр чемпионата мира: 2009, 2011
- Серебряный призёр чемпионата Европы: 2006

### Личные
- Лучшая гандболистка Франции: 2011
- Лучшая левая крайняя Франции: 2008, 2009, 2010, 2011

## Государственные награды
- Кавалер ордена «За заслуги» (2016)[10]